# 11Z-Eikozenoinska kiselina
Gondoinska kiselina je mononezasićena omega-9 masna kiselina prisutna u mnogim biljnim uljima.